# Yasser el-Hajj
Yasser Ahmad el-Hajj (in arabo ياسر أحمد الحاج‎?; Ghobeiry, 18 agosto 1970) è un ex cestista libanese.

## Carriera
Con il Libano ha disputato i Campionati mondiali del 2002 e due edizioni dei Campionati asiatici (2001, 2003).